# Eupterote lutosa
Eupterote lutosa är en fjärilsart som beskrevs av Karl Grünberg 1914. Eupterote lutosa ingår i släktet Eupterote och familjen Eupterotidae. Inga underarter finns listade i Catalogue of Life.